# Scott Tipton
Pour les articles homonymes, voir Tipton.
Scott Tipton, né le 9 novembre 1956 à Española (Nouveau-Mexique), est un homme politique américain, membre du Parti républicain et élu du Colorado à la Chambre des représentants des États-Unis de 2011 à 2021.

## Biographie

### Carrière professionnelle et débuts en politique
Diplômé d'un baccalauréat universitaire du Fort Lewis College en 1978, Scott Tipton devient homme d'affaires à Cortez, dans l'ouest du Colorado.
En 2006, il est candidat à la Chambre des représentants des États-Unis dans le 3e district du Colorado. Le district rassemble l'ouest et le sud de l'État, dont la ville de Pueblo. Alors que les démocrates reprennent le contrôle de la Chambre des représentants au niveau national, Tipton est largement battu par le représentant démocrate sortant. Il obtient 36,5 % des voix contre 61,6 % pour John Salazar.
Il est élu en 2008 à la Chambre des représentants du Colorado.

### Représentant des États-Unis

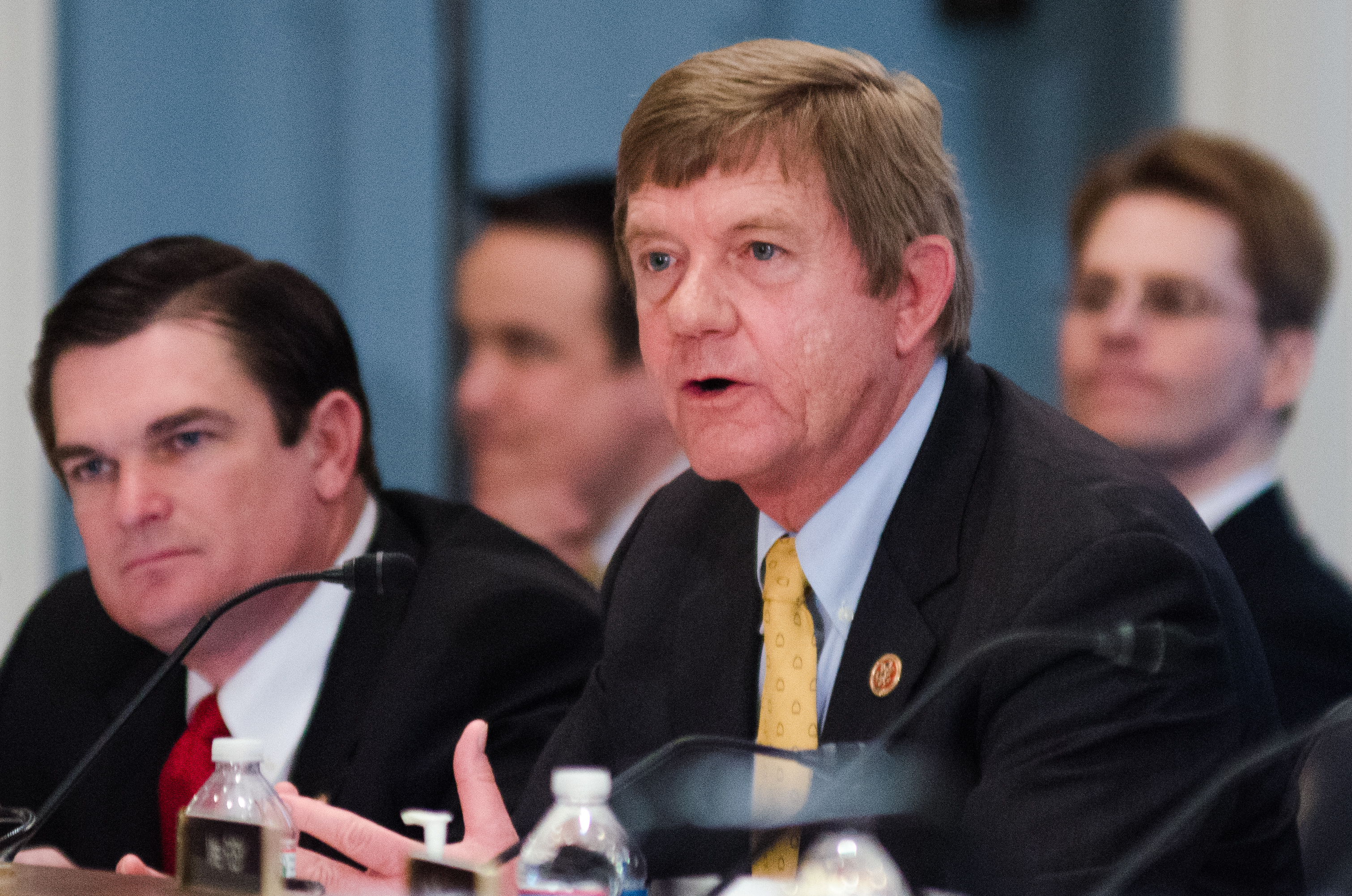
Tipton à la commission sur l'agriculture en 2013.

Il se présente à nouveau face à Salazar en 2010. Il remporte la primaire républicaine avec 56 % des suffrages face au candidat du Tea Party Bob McConnell. Dans un district que John McCain a remporté en 2008, Tipton est donné gagnant par plusieurs sondages. Il est élu avec 50,1 % des voix contre 45,8 % pour Salazar.
Son district est redécoupé avant les élections de 2012 et devient plus compétitif. Il est réélu avec 53,4 % des suffrages en 2012 et 58 % en 2014. Après avoir envisagé de se présenter au Sénat, Scott Tipton est candidat à un nouveau mandat à la Chambre des représentants en 2016. Il remporte un quatrième mandat avec environ 55 % des voix. Deux ans plus tard, il est réélu avec 51,5 % des voix et 8 points d'avance sur la démocrate Diane Mitsch Bush. Il s'agit de son élection la plus serrée depuis son entrée au Congrès.
En 2020, malgré le soutien de Donald Trump, il est battu lors de la primaire républicaine par Lauren Boebert, nouvelle venue en politique représentant la droite du Parti républicain et sympathisante de QAnon,. Il ne rassemble que 46 % des suffrages.

## Positions politiques
Sous Barack Obama, il critique le statut DACA, estimant que le sujet aurait dû passer par la voie législative même s'il se dit en faveur d'une solution « compatissante » pour les enfants arrivés illégalement aux États-Unis. Durant la présidence de Donald Trump, il vote 96 % du temps en accord avec le président, avec lequel il est toutefois en désaccord sur les droits de douane. À plusieurs reprises, il vote pour l'abrogation de l'Obamacare.
Au Congrès, il est notamment crédité pour son travail en faveur des agriculteurs et des industries pétrolière et gazière. Il s'oppose notamment à toute régulation des émission de gaz à effet de serre.